# Sebastian von Froschauer
Sebastian von Froschauer (18. června 1801 Reuthe – 8. května 1884 Vídeň) byl rakouský právník, státní úředník a politik německé národnosti, v 2. polovině 19. století poslanec Říšské rady a zemský hejtman Vorarlberska.

## Biografie
Pocházel z rodiny, která se do Rakouska přistěhovala ze Švýcarska. Vystudoval v bavorském Ansbachu a pak v Innsbrucku. Počátkem roku 1826 nastoupil jako koncipient na praxi k zemskému soudu v jihotyrolském Pergine Valsugana. V roce 1832 byl pověřen vedením zemského soudu v jihotyrolském Levico Terme a brzy nato nastoupil na zemský soud ve městě Egna, později v Borgo. Během revolučního roku 1848 byl povolán do města Roveredo jako krajský komisař s cílem obnovit fungování státní správy narušené italským revolučním hnutím. Roku 1850 byl jmenován okresním hejtmanem v Cavalese, později byl okresním hejtmanem ve městě Merano. V roce 1856 se stal krajským hejtmanem Vorarlberska (tehdy bylo součástí Tyrolska). V roce 1860 po zrušení krajské správy byl povolán na post okresního hejtmana ve městě Trento a vedoucího tamní expozitury státního místodržitelství.
Po obnovení ústavní vlády a obnovení zemské samosprávy Vorarlberska se zapojil do politiky. Od roku 1861 byl poslancem Vorarlberského zemského sněmu. 31. března 1861 byl jmenován zemským hejtmanem Vorarlberska (předsedou zemského sněmu a nejvyšším představitelem zemské samosprávy). Zemský sněm ho roku 1861 delegoval i do Říšské rady (tehdy ještě volené nepřímo) za Vorarlbersko (kurie městská, obvod Bregenz). Opětovně byl zemským sněmem do Říšské rady delegován v roce 1867 a 1873. Složil slib 27. března 1873. K roku 1861 se uvádí jako zemský hejtman, bytem v Bregenzu.
Za vlády Richarda Belcrediho byl hejtman Froschauer v lednu 1866 poslán do výslužby s penzí ve výši dvou třetin původního platu. Při nových zemských volbách v roce 1867 se ovšem opětovně stal zemským poslancem i hejtmanem. Funkci hejtmana zastával až do roku 1873. Stranicky se profiloval jako německý liberál (takzvaná Ústavní strana, liberálně a centralisticky orientovaná, odmítající federalistické aspirace neněmeckých etnik). Podporoval hospodářský rozvoj Vorarlberska a výstavbu železniční sítě.